# Biosatellite 2
Biosatellite 2 (también conocido como Biosatellite-B) fue un satélite artificial de la NASA lanzado el 7 de septiembre de 1967 mediante un cohete Delta desde Cabo Cañaveral. Regresó a tierra el 19 de enero de 1968.

## Objetivos
Biosatellite 2 llevaba 13 experimentos a bordo para el estudio de los efectos del vuelo espacial en los procesos vitales. A bordo iban insectos, huevos de rana, microorganismos y plantas, entre otros especímenes. El objetivo principal de la misión era determinar si los organismos vivos son más o menos sensibles a la radiación ionizante en microgravedad o en la Tierra, para lo cual en el morro del satélite se incluía una fuente de radiación.
La cápsula de reentrada fue recuperada con éxito tras 45 horas de microgravedad, regresando más de un día antes de lo previsto por problemas de comunicaciones con la cápsula y amenaza de tormenta en el área de recuperación.